# BJ Sam
BJ Sam, de son nom complet Samuel Aniekan,, est un educateur, chanteur, musicien, compositeur, et producteur née au Nigeria. BJ Sam est le premier chanteur à réunir avec succès et harmonie, des chanteurs et musiciens internationaux, de tous les continents, de différentes langues dans une chanson. Il chante en anglais et en français et vise à réunir des personnes d'horizons divers à travers sa musique. Sa musique se caractérise par sa fusion multiculturelle de rythmes africains avec diverses influences musicales du monde entier,.
En 2017, le réalisateur américain Lloyd Kaufman à personally selectionner sa chanson "Mon Amour" comme bande-son de sa production Hollywoodienne Heart of Fatness,.

## Carrière
BJ Sam est né au Nigéria. Il a commencé la musique dans une chorale classique internationale à l'âge de 15 ans et il quitte son pays quand sa carrière commence à exploser .
En 2018, il a fait partie des artistes africains invité par TV5_Monde à joué dans leur émission Stars Parade animée par Boncana Maïga à l'occasion de la célébration de son 1000e numéro,.

### Collaborations
En décembre 2022, BJ Sam à rassembler des artistes talentueux de tous les continents pour créer  une musique de Noël, parmi lesquels l'acteur hollywoodien Paul Raci, la chanteuse de playback de Bollywood Jaspinder Narula, la chanteuse ghanéenne Diana Hopeson et l'actrice suisse Christina Zurbrugg,.
En 2023, en réponse à la guerre en Ukraine, BJ Sam a réuni 23 artistes de tous les continents du monde pour sortir un clip intitulé "Show some love", demandant aux Russes de déposer leurs armes et d'embrasser la paix,.